# Venust
Venust (en llatí Venustus) va ser un artista romà del segle i.
El seu nom el trobem a un famós marbre conegut per marbre d'Antium, on diu que era llibert de la família imperial en temps de Claudi. La seva professió és indicada amb les lletres SPEC que podria ser speculator o speclarius, és a dir vidrier, o fabricant d'elements de vidre per adornar les cases. Els artistes vidriers es deien speclarii, speculorum o speculariorum fabri, i tenien a Roma un col·legi corporatiu anomenat Collegium speclariorum.